# Vanderhall Venice
Vanderhall Venice – trójkołowy samochód sportowy klasy miejskiej produkowany pod amerykańską marką Vanderhall od 2017 roku.

## Historia i opis modelu

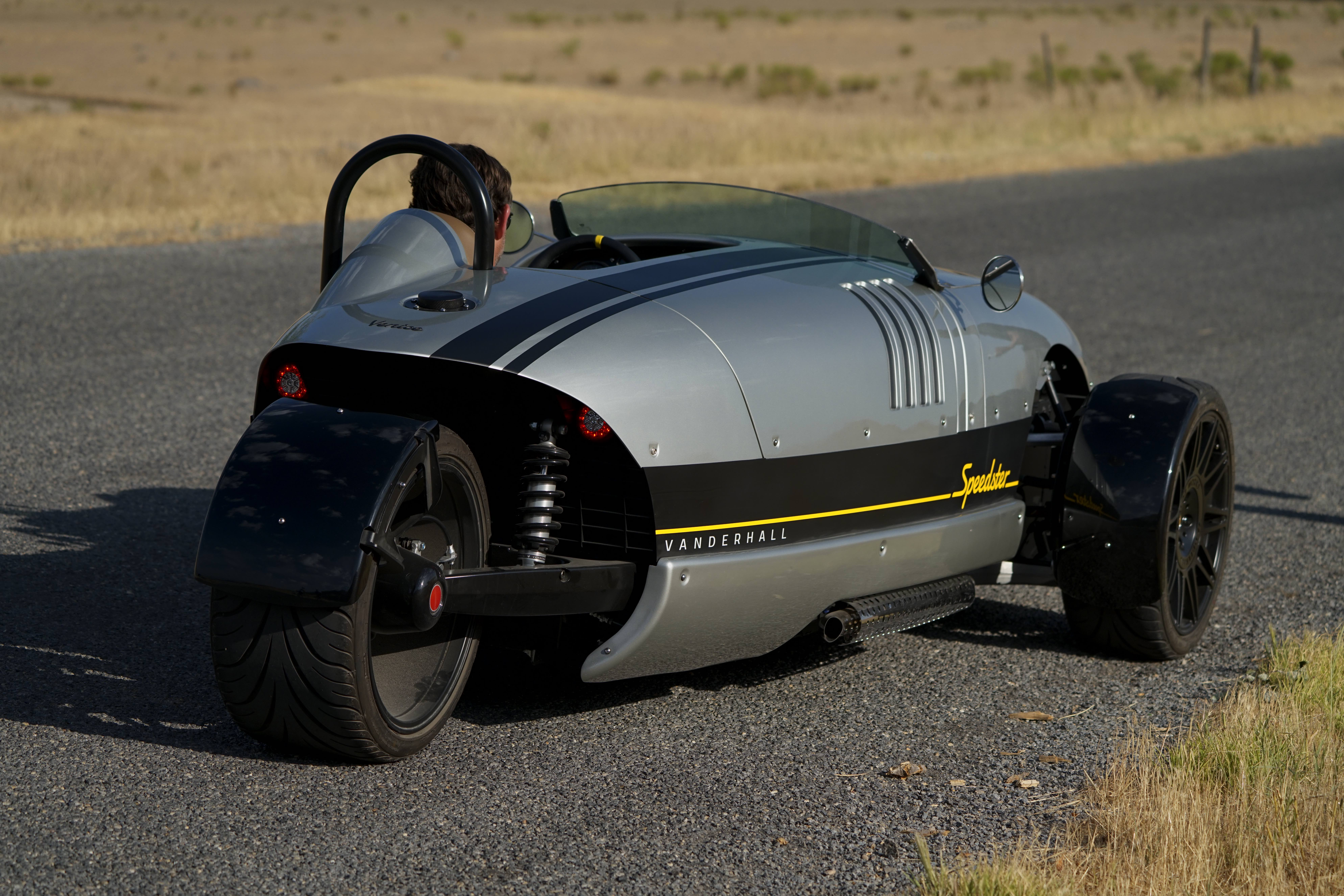
Vanderhall Venice Speedster

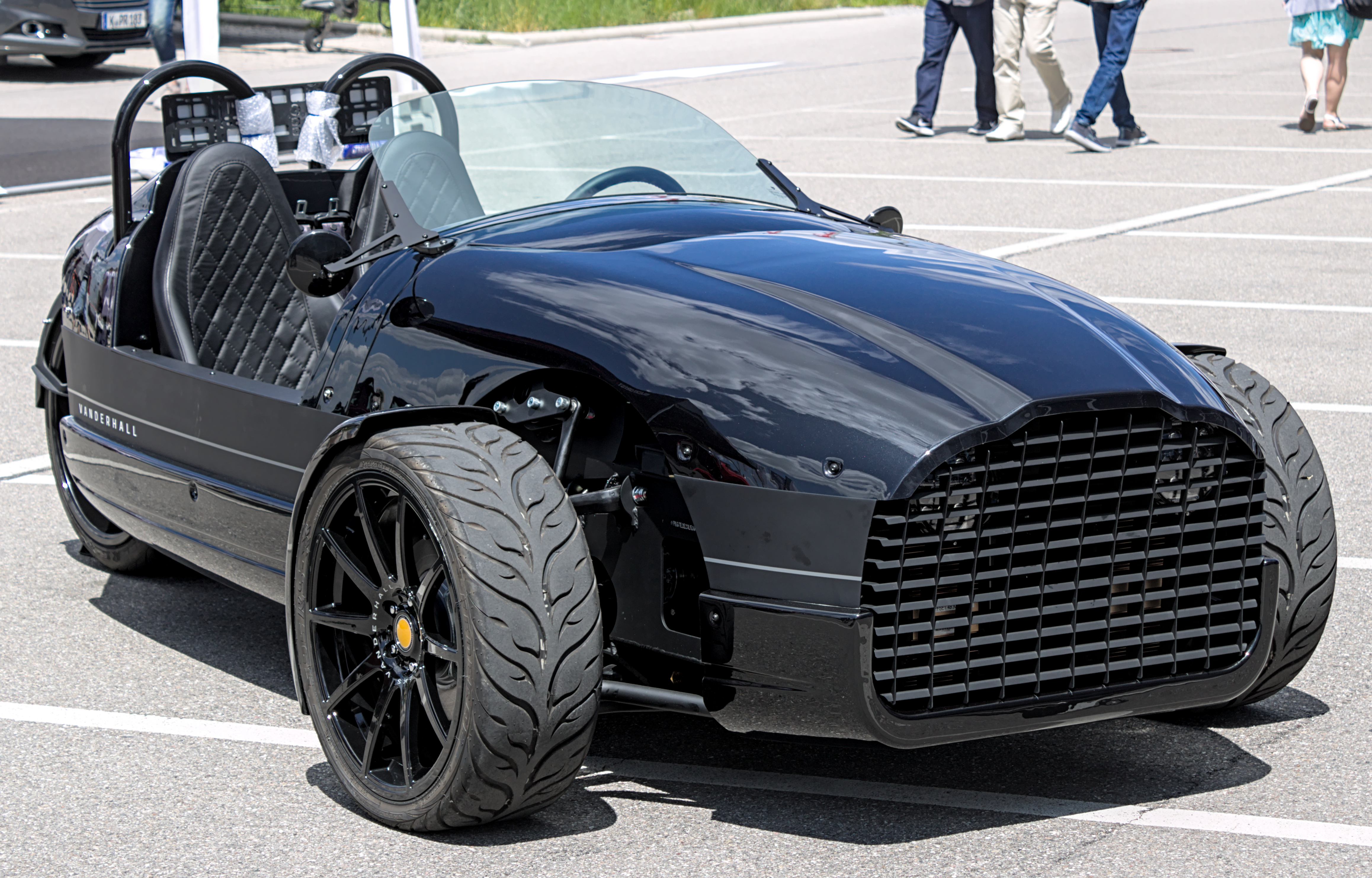
Vanderhall Edison²

9 miesięcy po premierze pierwszego samochodu w historii amerykańskiego przedsiębiorstwa Vanderhall przedstawiony został drugi model w ofercie o nazwie Venice, pełniąc funkcję tańszego, mniejszego i lżejszego pojazdu w gamie. Podobnie jak większa Laguna, samochód opracowany został w oparciu o aluminiową ramę, jednak do budowy komponentów nadwozia wykorzystano nie włókno węglowe, lecz kompozyty. Pozwoliło to obniżyć masę całkowitą do 648 kilogramów.
Samochód przyjął postać trójkołowca z napędem przenoszonym na przednią dwukołową oś oraz opływową, zwężającą się ku tyłowi karoserią zwieńczoną pojedynczym kołem. Nadwozie pozbawiono dachu, wzbogacając je niewielką szybą czołową i pałąkami ochronnymi za zagłówkami. Wyposażenie utworzyły podgrzewane fotele, ABS, system audio z Bluetooth i skórzaną tapicerkę. W pojeździe wygospodarowana została także przestrzeń na niewielki bagażnik pozwalający przetransportować małe przedmioty dzięki pojemności 75 litrów.
Podobnie jak w przypadku większej Laguny, jednostkę napędową zapożyczono od General Motors w postaci czterocylindrowego, 1,4-litrowego silnika benzynowego rozwijającego 200 KM. Pozwala on na osiągnięcie 100 km/h w 5 sekund i rozpędzenie się do 210 km/h. Jednostkę napędową umieszczono z przodu pomiędzy przednimi kołami, a chłodzenie zapewniła duża atrapa chłodnicy obejmująca cały pas przedni.

### Venice Speedster
W sierpniu 2018 roku Vanderhall poszerzył ofertę o limitowany model Speedster. Wyróżnił się on jednomiejscowym nadwoziem o bardziej zabudowanej i aerodynamicznej strukturze, zyskując znacznie mniejszą szybę czołową. Dla zoptymalizowania masy całkowitej, moc silnika została obniżona do 180 KM, co równoważy możliwość przewiezienia tylko jednego pasażera.

### Edison²

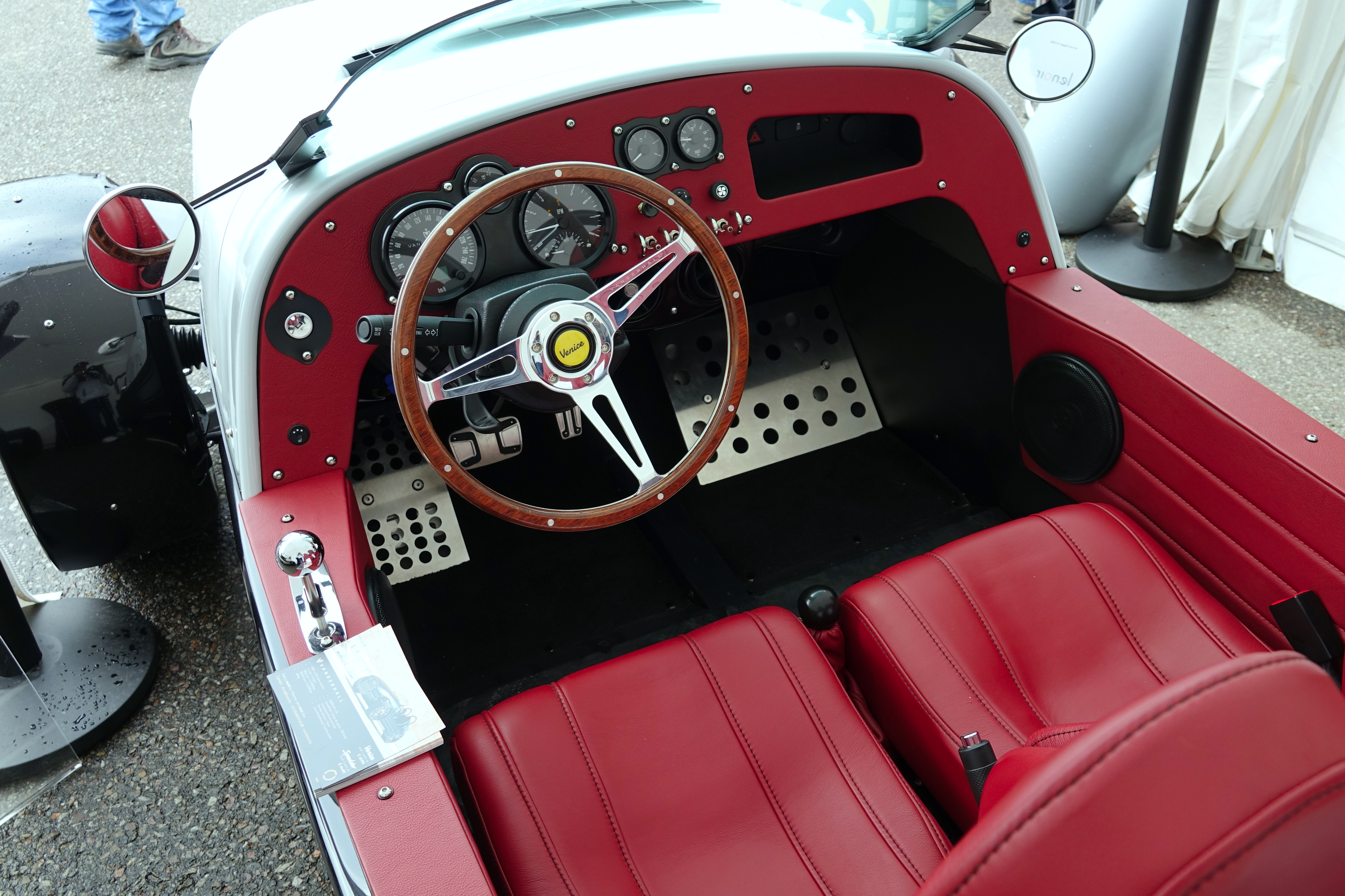
Vanderhall Venice - kokpit

Jeszcze przed prezentacją bardziej wyczynowej, limitowanej odmiany Venice Speedster, na bazie niewielkiego trójkołowca opracowany został pierwszy w historii przedsiębiorstwa samochód elektryczny o nazwie Vanderhall Edison². Wyposażona została ona w dwa 180-konne silniki elektryczne napędzające przednie koła, co pozwala rozpędzić się do 100 km/h w 4 sekundy i osiągnąć maksymalną prędkość 170 km/h. Pakiet akumulatorów o pojemności 30 kWh pozwala na osiągnięcie zasięgu na jednym ładowaniu do ok. 300 kilometrów.

### Sprzedaż
Sprzedaż i produkcja Vanderhalla Venice rozpoczęła się najpierw w Stanach Zjednoczonych, pełniąc funkcję najtańszego modelu w gamie firmy w cenie 29 950 dolarów za podstawowy model. Po wkroczeniu na rynek europejski w 2019 roku, samochód można nabyć także w wybranych krajach tego kontynentu.

### Silniki
- R4 1.4l EcoTec VVTi 180 KM
- R4 1.4l EcoTec VVTi 200 KM